# Thomas Parnell (natuurkundige)

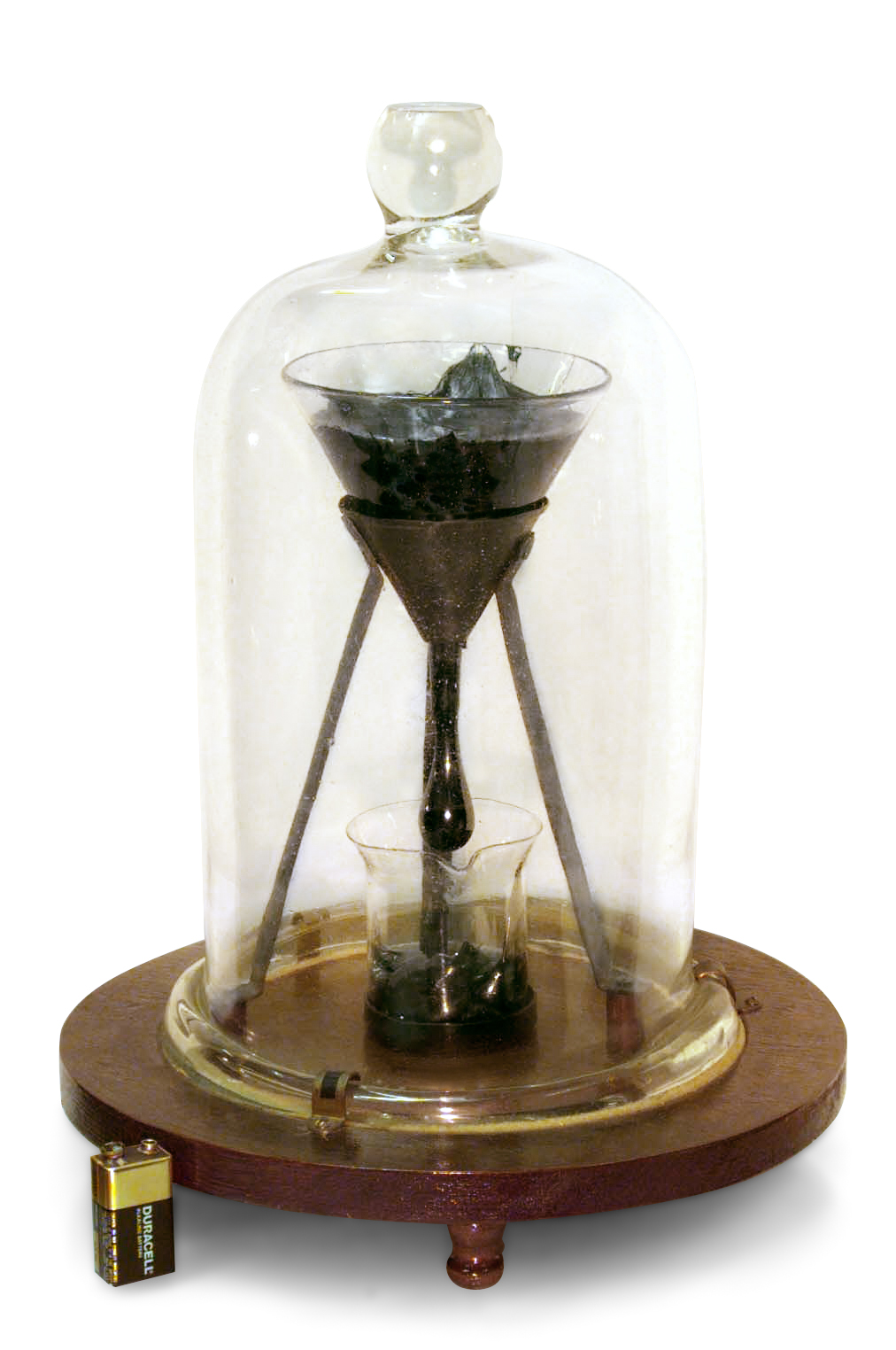
Het pekdruppelexperiment

Thomas Parnell (West Haddon, 5 juli 1881 – Brisbane, 1 september 1948) was de eerste hoogleraar natuurkunde aan de Universiteit van Queensland. Hij startte het pekdruppelexperiment. 
Thomas Parnell werd opgeleid aan het St John's College van de universiteit van Cambridge, en behaalde zijn BA-graad in 1903. Hij was leraar aan het Trinity College van de Universiteit van Melbourne in de periode 1904–1911. Hij doceerde natuurkunde aan de Universiteit van Queensland van 1911 tot 1918, en hij was hoogleraar van 1919 tot 1948.
In oktober 2005 werd hij postuum onderscheiden met de Ig Nobelprijs voor natuurkunde voor het pekdruppelexperiment, samen met de huidige beheerder van het experiment, John Mainstone.